# Declaração de Genebra (1918)
A Declaração de Genebra, Acordo de Genebra ou Pacto de Genebra [a] foi uma declaração de acordo político sobre o sistema político provisório na futura união dos eslavos do sul que viviam nos territórios do antigo Império Austro-Húngaro e Reino da Sérvia. Foi acordado pelo primeiro-ministro sérvio Nikola Pašić em nome da Sérvia, representantes da oposição parlamentar sérvia, representantes do Conselho Nacional do Estado dos Eslovenos, Croatas e Sérvios, que recentemente se separou da Áustria-Hungria, e representantes do Comitê Iugoslavo. As negociações realizadas em Genebra, Suíça, de 6 a 9 de novembro de 1918, foram baseadas e tinham como objetivo substituir a Declaração de Corfu de 1917, acordada por Pašić e pelo presidente do Comitê Iugoslavo, Ante Trumbić. A base para as negociações foi fornecida pelo primeiro-ministro grego Elefthérios Venizélos em nome do Conselho Supremo de Guerra da Tríplice Entente. As negociações foram necessárias no processo de criação da Iugoslávia como um meio de demonstrar às potências da Entente que vários governos e grupos de interesse poderiam cooperar no projeto de estabelecer um estado viável.
Trumbić e Anton Korošec, que lideram as delegações do Comitê Iugoslavo e do Conselho Nacional dos Eslovenos, Croatas e Sérvios, respectivamente, geralmente conduziram as negociações a partir de uma plataforma comum. A oposição sérvia aliou-se ao Comitê Iugoslavo com o objetivo de minar o poder de Pašić. A proposta de Trumbić de estabelecer um sistema confederado de governo foi adotada. Previa um governo comum com relações exteriores, defesa, finanças comuns, comunicações e transportes, além de vários outros departamentos. A proposta também especificou a manutenção do governo sérvio e do Conselho Nacional como executivo no Estado dos Eslovenos, Croatas e Sérvios para administrar assuntos relevantes para os dois estados separadamente. Pašić também concordou em reconhecer o Conselho Nacional como um governo legítimo e pedir à Entente que fizesse o mesmo. Pašić aceitou a Declaração de Genebra somente depois que o presidente francês Raymond Poincaré interveio pessoalmente, dizendo-lhe para concordar com o Comitê Iugoslavo.
O governo sérvio primeiro aceitou a declaração e somente alguns dias depois mudou de ideia quando Pašić sugeriu em uma mensagem ao seu ministro das Finanças, Stojan Protić, que o príncipe regente Alexandre poderia usar sua prerrogativa para reorganizar o governo. O governo rejeitou a Declaração de Genebra e renunciou, sendo substituído dois dias depois por um governo de coalizão liderado por Pašić e incluindo a antiga oposição em suas fileiras. No Estado dos Eslovenos, Croatas e Sérvios, o líder do maior partido político, a Coalizão Croata-Sérvia Svetozar Pribićević, também rejeitou a Declaração de Genebra. Diante da agitação interna causada pelos Quadros Verdes, revoltas camponesas e motins nas forças armadas, bem como da aproximação do Exército Italiano, que impunha reivindicações territoriais italianas sob o Tratado de Londres após o Armistício de Villa Giusti, o Conselho Nacional enviou uma delegação para buscar a unificação urgente do Príncipe Regente Alexandre, levando ao estabelecimento do Reino dos Sérvios, Croatas e Eslovenos em 1º de dezembro de 1918.

## Antecedentes

### Declaração de Corfu
Durante a Primeira Guerra Mundial, o governo da Sérvia, liderado pelo primeiro-ministro Nikola Pašić, reuniu-se com o grupo de interesse ad hoc Comitê Iugoslavo. O comitê, parcialmente financiado pela Sérvia, era presidido por Ante Trumbić e afirmava representar os eslavos do sul que viviam na Áustria-Hungria. A conferência foi convocada em 1917 na ilha grega de Corfu para discutir o sistema de governo em uma futura união da Sérvia e das terras dos Habsburgos povoadas por eslavos do sul. 
A reunião teve como objetivo recapturar a iniciativa das ideias iugoslavas sobre a unificação dos eslavos do sul e preservar as chances de alcançar os objetivos expansionistas da guerra sérvia estabelecidos na Declaração de Niš. Acreditava-se que ambos estavam em perigo após uma reforma trialista proposta na Declaração de Maio do Clube Iugoslavo de representantes eslavos do Sul no Conselho Imperial Austríaco, liderado por Anton Korošec, enquanto os aliados da Sérvia na Tríplice Entente ainda apoiavam a preservação da Áustria-Hungria.  Privado do apoio russo desde a Revolução de Fevereiro, Pašić sentiu-se obrigado a negociar com o Comitê Iugoslavo. 
Os membros do Comitê Iugoslavo souberam que a Entente, ao abrigo do Tratado de Londres de 1915, tinha prometido à Itália partes do território austro-húngaro habitado por eslavos do sul para atrair a Itália a juntar-se à Entente.  A maioria dos membros do comité viu isso como uma ameaça que só poderia ser controlada com a ajuda da Sérvia,  o que os levou a aceitar o convite de Pašić para Corfu.  Frano Supilo, o cofundador da Coligação Croata-Sérvia (HSK) no poder na Croácia-Eslavônia e o membro mais proeminente do Comitê Iugoslavo e defensor de uma federação eslava do Sul, demitiu-se da sua qualidade de membro do comitê em protesto.  Supilo demitiu-se porque a sua advertência contra discussões sem determinar primeiro as intenções sérvias foi ignorada. 
A conferência de Corfu revelou um conflito entre Pašić e Trumbić, já que o primeiro defendia um estado centralizado, enquanto o último queria um sistema federal de governo, temendo uma hegemonia dos sérvios como o grupo étnico mais populoso no estado proposto.  Em resposta às exigências de Trumbić, Pašić disse que se os croatas insistissem numa federação, o governo sérvio abandonaria o projecto de unificação em favor da criação de uma Grande Sérvia.  Não foi alcançado nenhum acordo sobre o sistema de governo e a Declaração de Corfu adoptada deixou a questão para a futura Assembleia Constituinte decidir por uma maioria qualificada não especificada. 

### Conflito Pašić–Trumbić

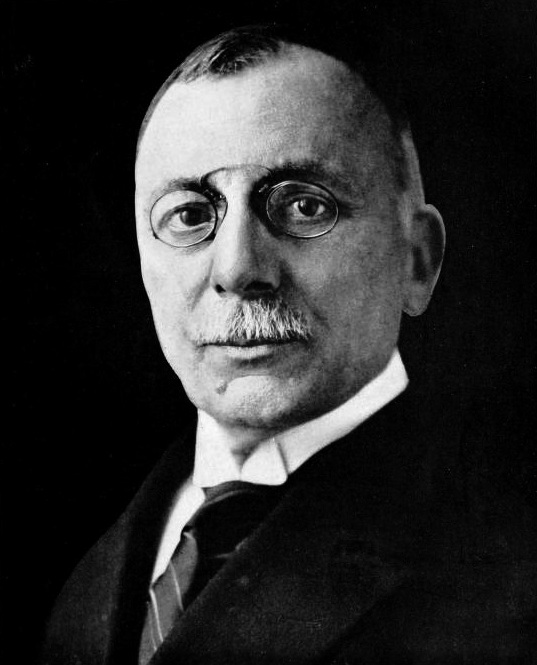
Ante Trumbić liderou o Comitê Iugoslavo na preparação para a criação da Iugoslávia.

Ficou evidente que, após a conferência de Corfu, as relações entre Pašić e Trumbić pioraram e continuaram se deteriorando ao longo de 1918. Os dois discordaram abertamente em várias questões defendidas por Trumbić, incluindo a questão do reconhecimento dos sérvios, croatas e eslovenos que viviam na Áustria-Hungria como povos aliados, o reconhecimento do Comitê Iugoslavo como representante desses povos e o Corpo de Voluntários Sérvios, Croatas e Eslovenos como uma força aliada formada por sérvios, croatas e eslovenos que viviam na Áustria-Hungria. Incapaz de atingir esses objetivos sozinho, Trumbić queria que Pašić ajudasse a persuadir as potências da Entente a atender aos pedidos de Trumbić. As relações permaneceram tensas, mas apesar dos apelos ignorados a Pašić, eles permaneceram em contato até o fim da guerra. Pašić e Trumbić encontraram-se novamente no dia 30 de outubro, em Paris. Pašić rejeitou Trumbić mais uma vez, mas desta vez, Trumbić pediu ao restante do Comitê Iugoslavo que o autorizasse a buscar o cumprimento de seus pedidos anteriores diretamente das potências da Entente, ignorando Pašić. O Comitê Iugoslavo concordou no dia seguinte. 
Além da rejeição das exigências de Trumbić, a fricção foi causada pela resposta de Pašić à Entente sobre a potencial preservação da Áustria-Hungria.  O Reino Unido, a França e os Estados Unidos buscaram uma paz separada com a Áustria-Hungria, separando-a da Alemanha até o início de 1918.  Esta posição não foi afetada pelas declarações de Niš ou Corfu. Em janeiro de 1918, o primeiro-ministro do Reino Unido, David Lloyd George, confirmou seu apoio à sobrevivência da Áustria-Hungria. O Presidente dos Estados Unidos Woodrow Wilson concordou no seu discurso dos Quatorze Pontos ao defender a autonomia dos povos da Áustria-Hungria.  Em abril, isto levou Pašić a ordenar ao embaixador sérvio nos Estados Unidos que investigasse se a Sérvia poderia receber a Bósnia e Herzegovina como acréscimo mínimo ao seu território pré-guerra. 
Em 15 de outubro, Lloyd George e Pašić se encontraram em Londres para discutir a criação de um estado eslavo do sul unificado com ou sem a Sérvia – neste último caso, potencialmente dentro da Áustria-Hungria reformada. Diante da insistência de Pašić de que qualquer estado eslavo do sul criado sem a Sérvia tornaria suas perdas insignificantes, Lloyd George respondeu que tudo dependia das circunstâncias no final da guerra: Ele ressaltou que se o Exército sérvio ocupasse o território desejado antes do armistício, a Sérvia poderia anexá-lo. Caso contrário, haveria negociações para considerar os desejos das populações afetadas.  De 12 a 17 de outubro, Pašić deu várias entrevistas à imprensa britânica. Acusado de imperialismo, Pašić respondeu que a Sérvia estava libertando os croatas e os eslovenos, que teriam a chance de escolher se juntar à Sérvia ou estabelecer seus próprios estados. Ele não mencionou nenhuma possibilidade de estabelecimento de uma união política eslava do sul entre iguais. 
Apoiado pelos historiadores britânicos Wickham Steed e Arthur Evans, Trumbić pediu, sem sucesso, a Wilson que enviasse tropas americanas para a Croácia-Eslavônia para reprimir a desordem associada aos Quadros Verdes e conter a onda do bolchevismo. Trumbić pediu especificamente para não permitir a entrada de tropas italianas ou sérvias no território.  As relações entre Pašić e Trumbić se deterioraram e resultaram em animosidade política e até pessoal. No final de 1918, Trumbić pensou que Pašić deveria ser deposto do poder como um oligarca. 

### Envolvimento do Conselho Nacional

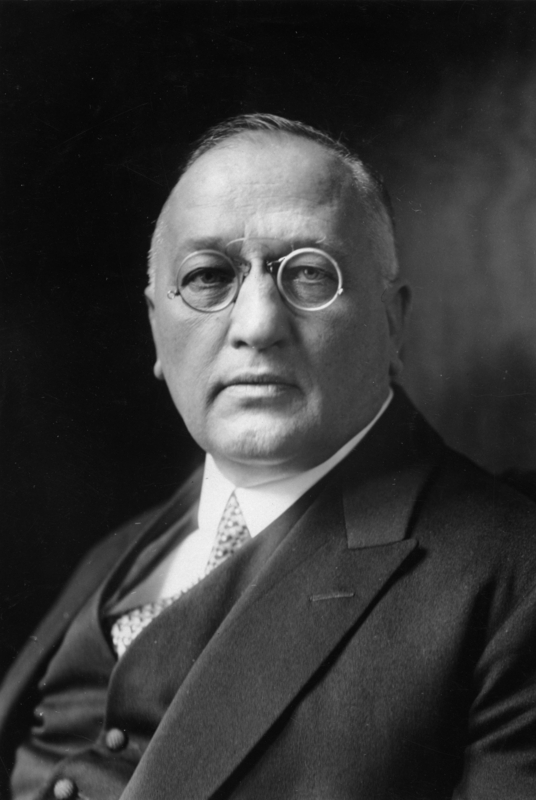
Anton Korošec presidiu o Conselho Nacional dos Eslovenos, Croatas e Sérvios em 1918

Nos dias 5 e 6 de outubro, representantes dos partidos políticos austro-húngaro, croata, sérvio e esloveno organizaram o Conselho Nacional dos Eslovenos, Croatas e Sérvios para trabalhar pela independência. Em 18 de Outubro, o organismo declarou-se o órgão central do recém-proclamado Estado dos Eslovenos, Croatas e Sérvios, abrangendo as Terras Eslovenas, a Croácia-Eslavônia, a Dalmácia e a Bósnia e Herzegovina.  O Conselho Nacional elegeu Korošec seu presidente. Teve dois vice-presidentes. Um deles foi Svetozar Pribičević, cofundador do partido HSK e único líder da coalizão desde a morte de Supilo em 1917. Outro vice-presidente foi Ante Pavelić, o líder da facção Mile Starčević do Partido dos Direitos. 
Em 26 de outubro, o Conselho Nacional decidiu autorizar o Comitê Iugoslavo a falar em nome do conselho. No mesmo dia, Korošec encontrou-se com o Ministro-Presidente Austríaco Heinrich Lammasch em Viena e seguiu com o secretário do Clube Iugoslavo Gregor Žerjav para a Suíça, onde foram recebidos por Melko Čingrija, outro antigo membro do Clube Iugoslavo,  em 29 de Outubro. Korošec foi incumbido pelo Conselho Nacional de “reconhecer a situação internacional e estabelecer contacto com o Comité Jugoslavo”.  No mesmo dia, o Sabor Croata (parlamento) declarou o fim dos laços com a Áustria-Hungria e elegeu Korošec presidente do Estado dos Eslovenos, Croatas e Sérvios. Pavelić e Pribićević foram eleitos vice-presidentes. 
Ao saber da chegada de Korošec, Pašić e Trumbić contactaram-no. Trumbić escreveu a Korošec em 31 de outubro descrevendo suas conversas com Pašić e pedindo o reconhecimento do Comitê Iugoslavo como um órgão que representa os interesses dos povos que vivem no estado recém-declarado. Pašić viu Korošec como uma alternativa potencial a Trumbić, tendo legitimidade para ser um representante eleito. Ele se preparou para viajar com os representantes da oposição sérvia Milorad Drašković e Marko Trifković à Suíça para se encontrar com Korošec.  Em 1 de novembro, Korošec convidou Trumbić e Pašić para conversações separadas em Genebra.  Korošec não pôde viajar para Paris porque o visto que lhe foi emitido era apenas para a Suíça neutra. 

## Conferência de Novembro

### Conversações em Paris

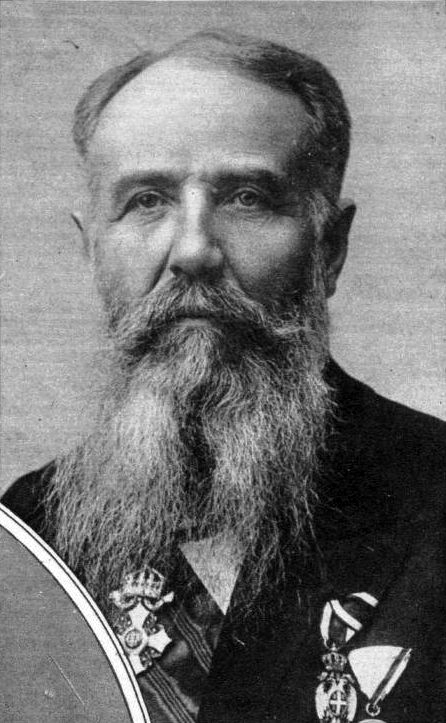
Nikola Pašić negociou a Declaração de Genebra com representantes do Comitê Iugoslavo, do Conselho Nacional dos Eslovenos, Croatas e Sérvios e da oposição sérvia.

Trumbić escreveu a Pašić em 11 de outubro de 1918 propondo reunir novamente as partes da Declaração de Corfu e os representantes do Comitê Montenegrino para a Unificação em Paris em duas semanas para garantir, facilitar e agilizar a unificação. Embora Pašić tenha respondido em 25 de outubro convidando Trumbić a visitá-lo em Paris, Pašić ignorou a proposta de 11 de outubro.  Em 1 de novembro, num relatório ao Príncipe Regente, Pašić solicitou que uma mensagem fosse encaminhada a Pribičević através do oficial de ligação do Exército Sérvio em Zagreb, o tenente-coronel Dušan Simović. Na mensagem, Pašić pediu a Pribičević que cooperasse com ele na unificação urgente para se defender do irredentismo italiano. Em resposta, Pribičević forneceu informações regulares sobre a situação política a Simović. 
De acordo com Trumbić, o Secretário de Relações Exteriores britânico Arthur Balfour estava disposto a reconhecer a população eslava do sul da Áustria-Hungria como uma nação aliada naquele dia, mas o reconhecimento foi retido a pedido do Ministro de Relações Exteriores francês Stephen Pichon até que os britânicos e os franceses concordassem sobre o assunto.  Em 29 de outubro, o Conselho Supremo de Guerra se reuniu em Versalhes, um dia após a Áustria-Hungria solicitar o armistício. Enquanto os termos eram discutidos, o primeiro-ministro francês Georges Clemenceau prometeu ao primeiro-ministro italiano Vittorio Emanuele Orlando que nenhum estado eslavo balcânico seria reconhecido antes que os termos do armistício fossem implementados. Os aliados da Entente também se recusaram a reconhecer o Estado dos Eslovenos, Croatas e Sérvios ou a reivindicação sérvia de ser a força unificadora central entre os eslavos do sul, como o Piemonte, na unificação italiana. O Conselho Supremo de Guerra também decidiu não reconhecer qualquer papel formal do Comitê Iugoslavo, considerando a unificação eslava do Sul irrealista até que as partes demonstrassem a sua capacidade de chegar a um acordo.  A Sérvia acrescentou a sua oposição ao reconhecimento de qualquer papel oficial do Comitê Iugoslavo.  O armistício de Villa Giusti, que pôs fim à guerra da Áustria-Hungria, foi assinado em 3 de novembro.  Nessa altura, o Exército Sérvio e o resto do Exército Aliado do Oriente chegaram aos rios Sava e Danúbio em Belgrado – a fronteira austro-húngara antes da guerra.  
Em 3 de novembro, Lloyd George e Balfour informaram o governo sérvio e a oposição, bem como Trumbić e Korošec, através do primeiro-ministro grego Elefthérios Venizélos e do secretário do Conselho Nacional da Tchecoslováquia Edvard Beneš, que nenhuma união eslava do sul seria considerada a menos que trabalhassem juntos para esse objetivo.  Venizelos propôs ao embaixador sérvio em Londres, em nome da Entente, o reconhecimento do Comitê Iugoslavo, o estabelecimento de um governo de coalizão na Sérvia envolvendo a atual oposição e o estabelecimento de um gabinete de guerra conjunto de cinco membros, composto pelo ministro das Relações Exteriores, dois ministros do governo sérvio e dois membros do Comitê Iugoslavo. Ele disse que o gabinete de guerra seria encarregado de conduzir os assuntos estrangeiros e associados, sem dar mais detalhes.  Beneš conversou com Čingrija em Genebra e disse-lhe que Lloyd George, Balfour e Clemenceau queriam uma posição unificada no sul da Eslávia para ajudar Orlando a superar a oposição de seu ministro das Relações Exteriores, Sydney Sonnino. Beneš aconselhou Čingrija a insistir nos princípios democráticos e evitar detalhes e disse-lhe que Pašić seria incluído no gabinete de guerra. Beneš sugeriu que deveria ser estabelecido um ministério conjunto, composto por oito membros vindos da Sérvia e outros tantos de outros países. Tal órgão representaria então a futura união na próxima conferência de paz. A credibilidade das mensagens foi reforçada pela publicação da mesma posição no jornal semioficial Le Temps, nos dias 3 e 4 de Novembro. 
Pašić, Drašković e Trumbić reuniram-se a 4 de Novembro em Paris, motivados pela pressão da Entente para chegar a um acordo. Eles discutiram a criação e o papel sugeridos para o gabinete de guerra e redigiram um acordo pelo qual o governo sérvio seria reorganizado, o Comitê Iugoslavo admitiria novos membros retirados do Conselho Nacional e um órgão comum seria estabelecido dentro do significado da proposta apresentada por Venizelos. No entanto, Pašić recusou-se a assinar o projecto, abandonando o acordo no último momento. 

### Conversações de Genebra
Pašić, líderes da oposição sérvia e Trumbić foram ao Hôtel National em Genebra em 6 de novembro, onde se encontraram com a delegação do Conselho Nacional. As potências da Entente queriam que eles chegassem a um acordo para demonstrar que uma união eslava do sul era possível. Trumbić e Korošec rapidamente chegaram a um acordo – formando um bloco de negociação conjunto.   Pašić representou sozinho o governo sérvio. Os líderes da oposição sérvia Drašković e Trifković juntaram-se a Vojislav Marinković. O Conselho Nacional foi representado por Čingrija e Žerjav além de Korošec. Trumbić foi acompanhado pelos membros do Comitê Iugoslavo Jovan Banjanin, Gustav Gregorin, Nikola Stojanović e Dušan Vasiljević.  Embora Korošec se tenha afirmado como chefe de Estado ao perguntar a Pašić se ele concordava em ter Trumbić presente nas negociações, Korošec reconheceu que precisava de Trumbić como uma pessoa com relações muito melhores com as potências da Entente e com a oposição sérvia.  Estando em meio a uma crise no gabinete,  a oposição sérvia negociou a partir de uma posição de hostilidade em relação a Pašić, que ficou isolado em suas opiniões sobre a questão da composição e responsabilidades do gabinete de guerra, seguindo sugestões do governo britânico publicadas pelo Le Temps. 
O gabinete de guerra era aceitável para todos os envolvidos, mas as opiniões divergiam sobre sua capacidade e status. Pašić preferia que fosse um órgão ad hoc, sem especificar quem seria representado pelo órgão – a futura união como um todo ou a Sérvia e o Estado dos Eslovenos, Croatas e Sérvios individualmente. Korošec e Trumbić defenderam a última solução, argumentando que cada estado deveria delegar membros por conta própria. Korošec viu o gabinete de guerra proposto como um meio de cumprir seu objetivo de obter o reconhecimento do Estado dos Eslovenos, Croatas e Sérvios. Por outro lado, Pašić não se apressou a chegar a um acordo porque a Sérvia era a única entidade reconhecida internacionalmente envolvida no processo de unificação e ele não iria renunciar a esta vantagem.  No primeiro dia das negociações de Genebra, Pašić propôs delegar certas tarefas executivas a uma comissão conjunta para conduzir a política externa e a defesa até o fim da guerra. De acordo com o seu plano, quatro membros seriam nomeados pela Sérvia e três pelo Conselho Nacional. 
Em 7 de novembro, Drašković propôs uma modificação do plano de Venizelos envolvendo um gabinete de guerra de cinco membros e um governo de 17 membros, mantendo as divisões departamentais do atual governo sérvio. Ele seria nomeado pelo Parlamento Sérvio de um lado e pelo Comitê Iugoslavo e pelo Conselho Nacional do outro. O novo governo substituiria o governo sérvio e o Conselho Nacional em sua função executiva – transformando este último apenas em um órgão legislativo. Ao contrário do modelo proposto por Pašić, isso significava o estabelecimento de uma união por meio do estabelecimento de um governo comum. Enquanto Trumbić estava reservado sobre a proposta, temendo que permitisse uma centralização excessiva do sindicato, Pašić recusou-a.  Mais tarde naquele dia, Trumbić propôs o estabelecimento de um governo comum para assuntos comuns – cooperando com o governo da Sérvia e o Conselho Nacional. O governo da Sérvia e o Conselho Nacional permaneceriam em vigor, com os ministérios de assuntos mantidos dentro das competências da Sérvia e do Estado dos Eslovenos, Croatas e Sérvios, respectivamente. O ministério comum seria competente para os negócios estrangeiros, militares, comunicações e transportes, finanças comuns, marinha, prisioneiros de guerra e deficientes.  Os ministros nomeados pela Sérvia prestariam juramento ao Rei da Sérvia, mas os nomeados pelo Conselho Nacional prestariam juramento ao conselho. 

### Aceitação e assinatura

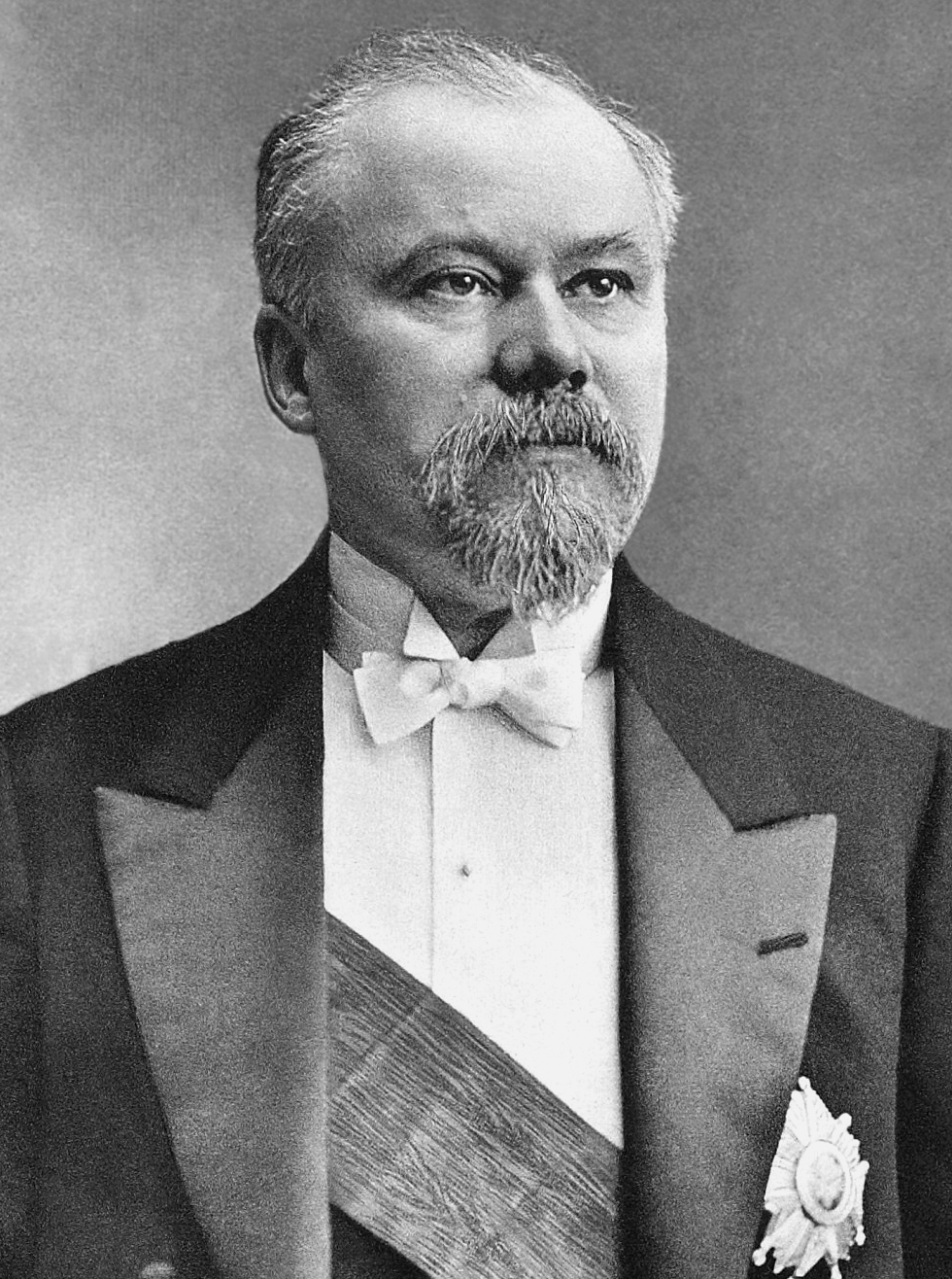
Raymond Poincaré enviou uma mensagem a Nikola Pašić durante a conferência de Genebra pedindo-lhe que concordasse com o Comitê Iugoslavo.

Apesar da insistência dos representantes do Comitê Iugoslavo e das ameaças de Drašković e Trifković de que a oposição sérvia se juntaria ao Comitê Iugoslavo e trabalharia contra o governo sérvio, Pašić parecia determinado a não se comprometer. Isto mudou em 7 de Novembro, quando foi recebida uma mensagem codificada da embaixada sérvia em Paris, afirmando que o presidente francês Raymond Poincaré deseja que Pašić chegue a um acordo com os representantes do Conselho Nacional.  Após receber a notícia da intervenção de Poincaré, Pašić aceitou o plano de Trumbić.  Além disso, por proposta de Korošec, ele também aceitou o pedido para que a Sérvia reconhecesse o Conselho Nacional como governo legítimo do Estado dos Eslovenos, Croatas e Sérvios que vivem no território anteriormente governado pela Áustria-Hungria e pedisse a seus aliados que reconhecessem o Conselho Nacional como governo, e reconhecessem os Eslovenos, Croatas e Sérvios que vivem no território da antiga Áustria-Hungria como aliados e o Corpo de Voluntários Sérvios, Croatas e Eslovenos como seu exército. Assim, as questões no centro da disputa Pašić–Trumbić foram resolvidas,  e uma solução confederal foi acordada para a futura união – semelhante ao sistema de monarquia dual empregado pela Áustria-Hungria. Por insistência de Trumbić e da oposição sérvia apoiada por Korošec, Pašić renunciou à sua participação no governo comum.  A solução aceite pretendia substituir a Declaração de Corfu. 
Na conferência, Montenegro foi convidado a aderir à nova união.  Os participantes da conferência acolheram com satisfação a perspectiva de Montenegro aderir ao estado comum e manifestaram o receio da violência perpetrada pelos voluntários sérvios que se estavam a mudar para Montenegro na altura.  A Conferência autorizou Korošec, Čingrija e Žerjav a conversar com o ministro do governo montenegrino, Milo Vujović. Os quatro reuniram-se a 8 de Novembro e Vujović disse que seria possível discutir a adesão montenegrina à união em cerca de duas semanas. 
Pašić anunciou repentinamente que estava deixando Genebra para tentar evitar assinar qualquer acordo. Em resposta, os restantes participantes da conferência redigiram rapidamente uma declaração contendo o acordo alcançado para Pašić assinar.  O documento fixou o número de ministérios comuns em doze,  e também especificou que o acordo era provisório até que uma assembleia constitucional determinasse o sistema de governo na nova união por meio de uma nova constituição.  Um dos ministérios previstos no documento final foi o encarregado de preparar a assembleia constituinte.  Seis dos doze ministros foram nomeados – três pela Sérvia e três pelo Conselho Nacional. O primeiro grupo consistia em Ljubomir Davidović, Mihailo Gavrilović e Dragoljub Pavlović. Os ministros nomeados pelo Conselho Nacional foram Janko Brejc, Čingrija e Vasiljević. Os ministros restantes seriam nomeados posteriormente. A declaração foi assinada em 9 de novembro por todos os doze participantes da conferência.  Ao assinar a declaração, Pašić disse que tinha reservas ou dúvidas sobre ela. 

## Consequências

### Repúdio ao acordo

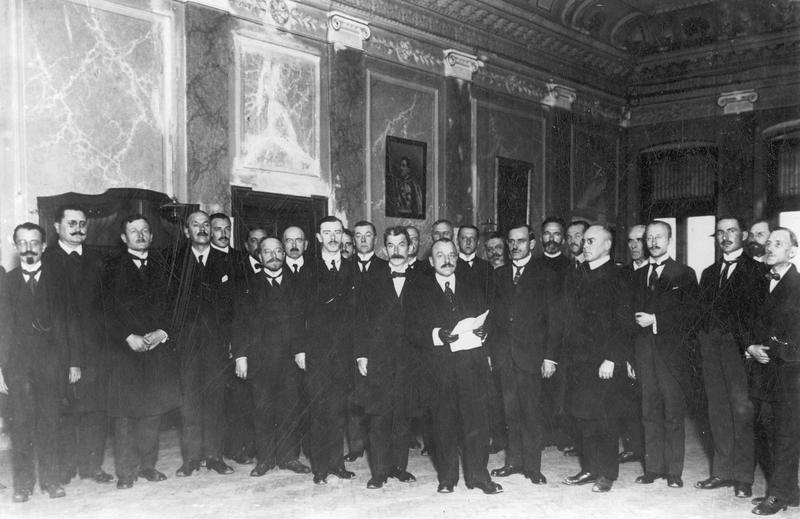
Discurso da delegação do Conselho Nacional do Estado dos Eslovenos, Croatas e Sérvios ao Príncipe Regente Alexandre.

Pašić notificou o príncipe regente Alexandre e o ministro das finanças Stojan Protić sobre o curso e os resultados das negociações por telégrafo em 7 de novembro. No telegrama, Pašić pediu ao Príncipe Regente que reconhecesse o Conselho Nacional, conforme acordado por ele. Protić relatou o consentimento de Pašić em aceitar a proposta de Trumbić em nome do Governo em 10 de novembro, acrescentando que o Príncipe Regente certamente aprovará. No dia 11 de novembro, Protić recebeu outro telegrama – enviado por Pašić no dia 9 de novembro. Pouco depois, Protić anulou a sua aprovação da Declaração de Genebra. 
No segundo telegrama, Pašić especificou poucas informações adicionais expandindo sua mensagem inicial, mas reclamou que outros participantes da conferência demonstraram confiança inadequada nele e alegaram incorretamente que os ministros comuns fariam juramentos tanto ao rei quanto ao Conselho Nacional. Pašić concluiu sua mensagem com uma nota de que ele volta a atenção para o Príncipe Regente para que ele possa usar sua prerrogativa e procurar outros conselheiros e ministros. Protić entendeu isto como uma instrução enigmática ao governo para que se demitisse – o que ele fez em 12 de novembro.  De acordo com Sabrina P. Ramet, Pašić foi obrigado pelo Príncipe Regente a renunciar,  enquanto Ivo Banac avaliou a aceitação da declaração e a subsequente renúncia como uma tática de Pašić destinada a comprometer o Conselho Nacional e o Comitê Iugoslavo com uma rápida unificação, ao mesmo tempo em que contava com Pribičević para minar a autoridade de Korošec.  Em sua resposta a Pašić, Protić escreveu que considerava inapropriado que os ministros prestassem juramento a qualquer pessoa, exceto ao rei, e que ele entendia o papel do governo comum de forma diferente da mensagem inicial, e que a segunda mensagem o esclareceu — embora o segundo telegrama contivesse muito pouca informação nova relevante. Na sua mensagem, Protić escreveu que novas negociações com Trumbić e Korošec não eram aceitáveis e informou Pašić que havia outros no Estado de Eslovenos, Croatas e Sérvios que discordavam de Trumbić,  referindo-se a Pribičević e ao seu HSK como tendo maior influência no Conselho Nacional.  Em 25 de Novembro, Pribičević informou Pašić por telegrama que não se sentia vinculado pela Declaração de Genebra. 
Em 14 de novembro, Pašić informou Trumbić e Korošec que a solução acordada por eles em Genebra foi rejeitada pelo governo sérvio e pelo Príncipe Regente porque o gabinete de guerra não faria um juramento ao rei sérvio e não responderia a ele. Pašić ofereceu-lhes um governo único para todo o país, ou um comité ligado ao governo sérvio.   Korošec e Trumbić protestaram, mas foram incapazes de preservar a Declaração de Genebra.  A oposição sérvia abandonou Trumbić e negociou com Pašić o estabelecimento de um governo de coligação em 16 de novembro. 

### Unificação
O Conselho Nacional estava enfrentando pressão de vários lados. Houve um aumento de saques associados a uma revolta camponesa, antigas tropas austro-húngaras rebeldes, violência dos Quadros Verdes suspeitos de promover o bolchevismo e uma suposta conspiração de golpe de estado. Houve violência intraétnica na Bósnia e Herzegovina e o Conselho Nacional solicitou ao Exército Sérvio que ajudasse a reprimir a violência. O exército italiano avançava do oeste, tomando Rijeka e aproximando-se de Liubliana.  Não tendo meios legais para deter o avanço italiano autorizado pelo Conselho Supremo de Guerra ou forças suficientes para detê-lo, o Conselho Nacional temia que a presença italiana nas costas orientais do Adriático se tornasse permanente.  Pressionado pelas ameaças combinadas, o Conselho Nacional enviou uma delegação ao Príncipe Regente para providenciar a unificação urgente em uma federação. A delegação ignorou as instruções quando se dirigiu ao Príncipe Regente em 1º de dezembro. O Príncipe Regente aceitou a oferta de unificação em nome de Pedro I da Sérvia,  e o Reino dos Sérvios, Croatas e Eslovenos foi estabelecido sem qualquer acordo sobre as condições da união. 
O novo reino não teve constituição durante mais de dois anos – até que a Constituição de Vidovdan foi adoptada em 1921, definindo o reino como um estado centralizado.  Sempre que houve qualquer discussão sobre a revisão da constituição no período entreguerras, o modelo proposto pela Declaração de Genebra foi proposto como uma solução provisória.  Em 1932, três anos após a introdução da Ditadura de 6 de Janeiro, Trumbić redigiu os Pontos de Zagreb – uma declaração política contra a hegemonia sérvia. No texto, Trumbić apelou ao “retorno ao ponto de origem” do Estado.  Em processos judiciais subsequentes, as autoridades acusaram os signatários da declaração, apontando para essa frase, de que estavam conspirando para introduzir o sistema político previsto pela Declaração de Genebra. Um dos signatários, o líder do Partido Camponês Croata, Vladko Maček, defendeu-se perante o tribunal, argumentando que não aprovava os princípios da Declaração de Genebra, mas afirmou noutro lugar que o "Pacto de Genebra seria bastante adequado". 